# WGC - HSBC Champions 2013

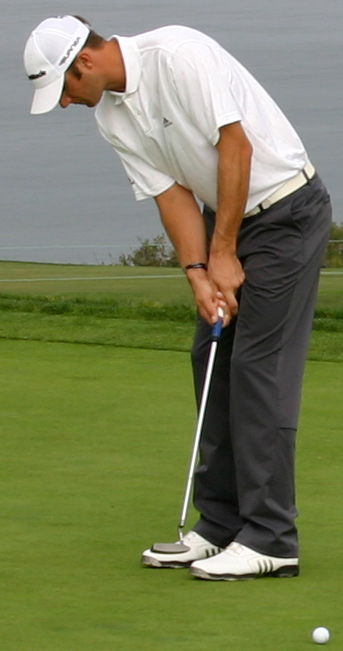
Dustin Johnson, winnaar 2013

Het WGC - HSBC Champions  is in 2013 het tweede golftoernooi van de vier toernooien van de Final Series van de Europese PGA Tour. Het wordt van 31 oktober - 3 november gespeeld op de Sheshan International Golf Club in Shanghai. Om aan het Dubai World Championship te mogen deelnemen, moeten de spelers twee van de drie toernooien daaraan voorafgaand spelen. 

Het prijzengeld is US$ 8,500.000, titelverdediger is Ian Poulter.

## Verslag
Veel spelers hebben eerder op de Sheshan International gespeeld want van 2009-2011 werd dit toernooi ook daar gespeeld.
Ronde 1
Er zijn 78 deelnemers, w.o. bijna alle winnaars van het afgelopen seizoen. Joost Luiten heeft wegens zijn blessure afgezegd. De spelers strijden om de Old Tom Morris Cup, die speciaal door Wedgwood werd gemaakt en die sinds 2010 wordt uitgereikt.

In de top-10 stonden na ronde twee verrassingen, beiden met een score van 68. Jordan Spieth is de enige rookie die meedoet, en voor Tommy Fleetwood is dit de eerste deelname aan een WGC-toernooi. 
Ronde 2
Dustin Johnson maakte tien birdies en nam de leiding over na rondes van 69-63. Rory McIlroy staat nog op de 2de plaats met Bubba Watson en Boo Weekley en de 3de plaats wordt gedeeld door Tommy Fleetwood, Jordan Spieth, Sergio García, Gonzalo Fdez-Castaño, Ernie Els, Graeme McDowell en Ian Poulter, de titelverdediger.
Ronde 3
Dustin Johnson bleef aan de leiding, maar Ian Poulter zorgde ervoor dat zijn voorsprong kleiner werd. Het toernooirecord werd door Martin Kaymer met tien birdies op 62 gebracht, die daarmee op de gedeeld 7de plaats kwam.
Ronde 4
Dustin Johnson maakte het toernooi goed af met een ronde van 66 en behield drie slagen voorsprong. Ian Poulter en Graeme McDowell maakten ook 66 en werden nummer 2 en 3. Sergio García had met 63 de beste dagscore en werd 4de.  
- Scores

| Naam                 | OWGR | Score R1 | Score R1 | Nr  | Score R2 | Score R2 | Totaal | Nr  | Score R3 | Score R3 | Totaal | Nr  | Score R4 | Score R4 | Totaal | Nr  |
| -------------------- | ---- | -------- | -------- | --- | -------- | -------- | ------ | --- | -------- | -------- | ------ | --- | -------- | -------- | ------ | --- |
| Dustin Johnson       | 23   | 69       | -3       | T8  | 63       | -9       | -12    | 1   | 66       | -6       | -18    | 1   | 66       | -6       | -24    | 1   |
| Ian Poulter          | 22   | 71       | -1       | T   | 67       | -6       | -6     | T3  | 63       | -9       | -15    | 2   | 66       | -6       | -21    | 2   |
| Rory McIlroy         | 6    | 65       | -7       | 1   | 72       | par      | -7     | T2  | 67       | -5       | -12    | T4  | 69       | -3       | -15    | T6  |
| Bubba Watson         | 29   | 68       | -4       | T4  | 69       | -3       | -7     | T2  | 69       | -3       | -10    | T7  | 68       | -5       | -14    | T8  |
| Martin Kaymer        | 41   | 70       | -2       | T15 | 74       | +2       | par    | T38 | 62       | -10      | -10    | T7  | 68       | -4       | -14    | T8  |
| Jamie Donaldson      | 47   | 67       | -5       | T2  | 74       | +2       | -3     | T23 | 66       | -6       | -9     | T10 | 67       | -5       | -14    | T8  |
| Boo Weekley          | 52   | 70       | -2       | T15 | 67       | -5       | -7     | T2  | 69       | -3       | -10    | T7  | 69       | -3       | -13    | T11 |
| Tommy Fleetwood      | 131  | 68       | -4       | T4  | 70       | -2       | -6     | T5  | 69       | -3       | -9     | T10 | 72       | par      | -9     | T18 |
| Gonzalo Fdez-Castaño | 32   | 67       | -5       | T2  | 71       | -1       | -6     | T5  | 70       | -2       | -8     | 14  | 76       | +4       | -4     | T39 |

| Leider |  | Toernooirecord |  | DQ = disqualified |  | OWGR = wereldranglijst |

## Spelers
| Winnaars 2012-2013 - Kiradech Aphibarnrat - Thomas Bjørn - Jonas Blixt - Gregory Bourdy - Paul Casey - Luke Donald - Jamie Donaldson - Jason Dufner - Ken Duke - Ernie Els - Derek Ernst - Gonzalo Fdez-Castaño - Darren Fichardt - Tommy Fleetwood - Hiroyuki Fujita - Stephen Gallacher - Sergio Garcia - Brian Gay - Branden Grace - Bill Haas - Billy Horschel - David Howell - Ryo Ishikawa - Raphael Jacquelin - Miguel Angel Jimenez | - Zach Johnson - Masahiro Kawamura - Matt Kuchar - Matteo Manassero - Graeme McDowell - Rory McIlroy - John Merrick - Phil Mickelson - Garth Mulroy - Louis Oosthuizen - D.A. Points - Daniel Popovic - Ian Poulter - Justin Rose - Brett Rumford - Charl Schwartzel - Adam Scott - Peter Senior - Henrik Stenson - Richard Sterne - Kevin Streelman - Michael Thompson - Boo Weekley - Chris Wood - Tiger Woods | Aanvulling - Seuk-hyun Baek - Gaganjeet Bhullar - Keegan Bradley - Graham DeLaet - Ken Duke - Rickie Fowler - Peter Hanson - Scott Hend - Michael Hendry - Dustin Johnson - Martin Kaymer - David Lynn - Hideki Matsuyama - Ryan Moore - Thorbjorn Olesen - Scott Piercy - Webb Simpson - Brandt Snedeker - Jordan Spieth - Steve Stricker - Peter Uihlein - Bo Van Pelt - Jimmy Walker - Nick Watney - Bubba Watson | Chinese PGA - Mu Hu - Ming-Jie Huang - Wen-yi Huang - Hao-tong Li - Wen-chong Liang - Ashun Wu |